# La Trinidad, Las Margaritas
La Trinidad är en ort i Mexiko.   Den ligger i kommunen Las Margaritas och delstaten Chiapas, i den sydöstra delen av landet, 900 km öster om huvudstaden Mexico City. La Trinidad ligger 611 meter över havet och antalet invånare är 219.
Terrängen runt La Trinidad är kuperad. Runt La Trinidad är det ganska glesbefolkat, med 34 invånare per kvadratkilometer. Närmaste större samhälle är Amparo Aguatinta, 6,4 km söder om La Trinidad. I omgivningarna runt La Trinidad växer i huvudsak städsegrön lövskog.